# 900
Cette page concerne l'année 900  du calendrier julien. Pour l'année 900 av. J.-C., voir 900 av. J.-C. Pour le nombre 900, voir 900 (nombre).
L'année 900 est une année séculaire et une année bissextile qui commence un vendredi.

## Événements
- 21 avril : dans les actuelles Philippines, rédaction de l’inscription sur cuivre de Laguna[1]. Dans l'actuelle province de Bulacan, Jayadewa (en) seigneur de Tundun (en), a autorité sur les chefs vassaux de Puliran, Pailah et Binwangan[2].
- 28 mai : victoire du Samanide Ismail Ier à Balkh sur Amr bin Layth qui est fait prisonnier[3]. Les Samanides renversent les Saffarides au Khorasan et en Transoxiane[4]. Dispersion des chiites (900-905).

- En Inde, début du règne de Maravarmar Rajasimha II, roi Pandya (fin en 920)[5].
- Reprise de l’offensive byzantine contre les musulmans en Cilicie, Mésopotamie et Arménie (fin en 904)[6].

### Europe
- Janvier : le comte de Capoue Atenolf s’empare de la principauté de Bénévent[7].
- 4 février : début du règne de Louis IV dit l'Enfant sur la Francie orientale[8].
- 6 avril : début du pontificat de Benoît IV (fin en 903)[9].
- 8 juin : couronnement d'Édouard l'Ancien à Kingston upon Thames[10].
- 17 juin : Baudouin II de Flandre fait assassiner Foulques, archevêque de Reims[11]. Il est reconnu officiellement comme abbé laïque de Saint-Bertin par Charles le Simple[12].
- 29 juin : les Vénitiens repoussent un raid Magyar à Rialto[13].
- Juillet : peu après la mort de Zoé Tzaoutzina, l'empereur byzantin Léon VI le Sage épouse Eudocie Baïana (morte en 901)[14].
- Août : Abdallah, le fils de l'émir aghlabide Ibrahim II, réprime la révolte des musulmans de Sicile puis se tourne contre les possessions byzantines (Reggio en 901, Taormine en 902)[6].
- 13 août : Zwentibold, roi de Lotharingie est battu et tué sur la Meuse contre ses sujets révoltés qui se donnent à l'empereur Louis IV[15].
- 12 octobre : Louis III dit l'Aveugle (Louis de Provence) est couronné roi d'Italie à Pavie[16] (fin de règne en 905). À la suite des ravages des Magyars en Lombardie (899-900). À l'appel des grands féodaux le roi Louis de Provence prend Pavie, chasse le roi Bérenger de Frioul et se fait couronner roi d'Italie.
- Début du règne de Constantin II, roi d'Écosse[17].